# Necroscia maculata
Necroscia maculata är en insektsart som först beskrevs av Chen, S.C. och Yun He He 2000.  Necroscia maculata ingår i släktet Necroscia och familjen Diapheromeridae. Inga underarter finns listade i Catalogue of Life.